# Württemberg (Schiff, 1881)
Die Württemberg war das dritte Schiff der Sachsen-Klasse, einer Klasse von vier Panzerkorvetten, ab 1899 als Linienschiffe klassifiziert, der deutschen Kaiserlichen Marine. Die Kiellegung des als „Panzerschiff D“ bezeichneten Schiffes erfolgte im November 1876 bei der Werft AG Vulcan Stettin. Der Stapellauf fand am 9. November 1878, die Indienststellung am 9. Mai 1881 statt.
Schwesterschiffe waren das Typschiff Sachsen sowie Bayern und Baden.

## Bau
Von den laut der Flottenbauplanung von 1873 vorgesehenen vier Panzerkorvetten wurden jeweils zwei an die Kaiserliche Werft Kiel („A“ und „C“) und die AG Vulcan Stettin („B“ und „D“) vergeben. Trotz der rund fünf Monate später ergangenen Auftragserteilung stand der Neubau „B“ zehn Monate früher zum Stapellauf bereit als die von der Staatswerft erbaute spätere Bayern und wurde somit unter dem Namen Sachsen zum Typschiff der Klasse. Die Bauleistung des Stettiner Vulcan beim Neubau „D“ überstieg die Leistung bei der Sachsen noch, denn das Schiff, obwohl 29 Monate später auf Kiel gelegt, stand nur sechs Monate nach der Bayern zum Stapellauf bereit und wurde sogar noch vor dieser in Dienst gestellt. Die Tatsache, dass private Werften neue Schiffe in kürzerer Zeit bauen konnten als die Kaiserlichen Werften, zeigte sich bei späteren Schiffsneubauten immer wieder – bis hin zu den Schlachtschiffen der Scharnhorst-Klasse.
Beim Bau der Schiffe sollte hauptsächlich Material verwendet werden, das von der deutschen Industrie hergestellt wurde. Im Fall der Panzerplatten musste bei den ersten beiden Einheiten noch auf ein britisches Fabrikat zurückgegriffen werden, da die mit der Herstellung beauftragte Dillinger Hütte diese noch nicht in der geforderten Qualität herstellen konnte. Beim Bau der Württemberg bestand dieses Problem nicht mehr und das Schiff erhielt eine deutsche Panzerung.

## Erste Dienstjahre
Die Württemberg wurde am 9. Mai 1881 in Swinemünde erstmals für die Überführung zur Kaiserlichen Werft Kiel, wo die Endausrüstung und Armierung stattfinden sollte, in Dienst gestellt. Sie wurde dann nach Abschluss der Probe- und Abnahmefahrten wieder außer Dienst gestellt und verblieb bis zum April 1884 im Reservestatus. Erst zu diesem Zeitpunkt erfolgte eine erneute Indienststellung, um gemeinsam mit den anderen Schiffen der Klasse die Panzerkorvettendivision des Übungsgeschwaders zu bilden. In diesem Verband blieb das Schiff bis zum 30. September. Anschließend wechselten sich bis 1892 ein aktives mit einem Reservejahr ab.

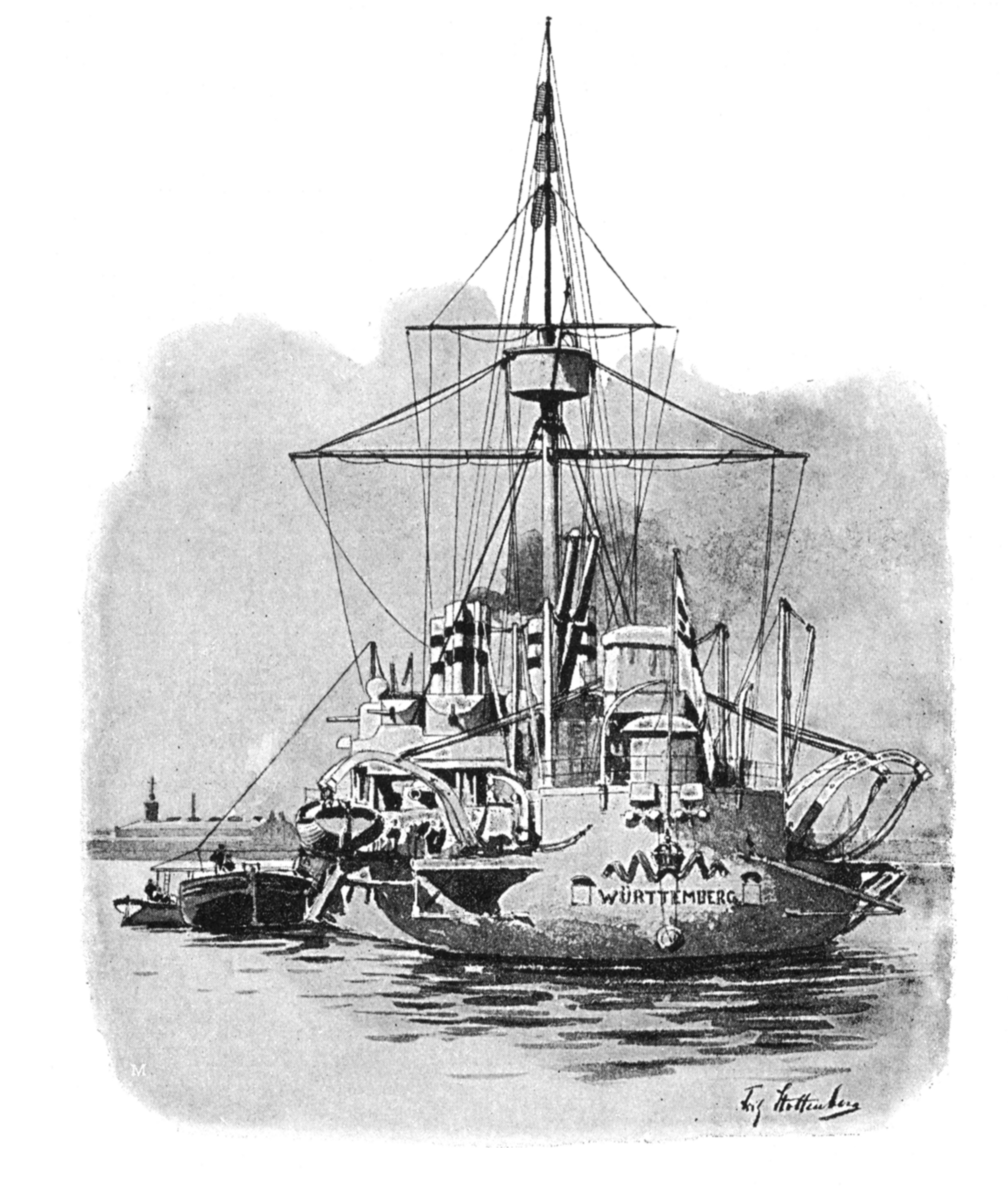
Die Württemberg auf einer Zeichnung, um 1895.

1892 kam die Württemberg als Ersatz für die wegen einer Maschinenhavarie ausgefallene Oldenburg zum Einsatz. Sie wurde der I. Division zugeteilt und wechselte ab Herbst 1894 zur neu gebildeten II. Division des Manövergeschwaders (ab 6. Januar 1896 I. Geschwader). Die I. Division wurde fortan von den neuen Schiffen der Brandenburg-Klasse gebildet. Vom 9. Dezember 1895 bis zum 10. März 1896 sowie im Herbst 1897 versah die Württemberg vorübergehend den Dienst als Geschwaderflaggschiff. Ein am 6. Dezember 1897 erlittener Unfall führte zur vorzeitigen Außerdienststellung des Schiffs am 15. Januar 1898.

## Umbau und weitere Dienstzeit
Die Württemberg ging zur Reparatur der Unfallschäden sowie für die ohnehin geplanten Umbauten in die Kaiserliche Werft Wilhelmshaven. Dabei wurden der alte Panzer gegen einen neuen Krupp-Panzer ausgewechselt und neue Maschinen und Kessel eingebaut, wodurch das Schiff leichter und schneller wurde. Äußerlich markantestes Merkmal des Umbaus war die Zusammenfassung der vier paarweise angeordneten Schornsteine (deretwegen die Schiffe der Sachsen-Klasse schnell den Spitznamen „Zementfabriken“ erhalten hatten) zu einem einzigen. Eine Änderung der Bewaffnung unterblieb jedoch, so dass der Kampfwert der Schiffe nur mäßig gesteigert werden konnte.
Nach Abschluss der Modernisierungsarbeiten wurde die Württemberg am 8. Oktober 1899 wieder in Dienst gestellt und kam erneut zur II. Division. Nachdem die I. Division (bestehend aus den Schiffen der Brandenburg-Klasse) im Juli 1900 im Zuge des Boxeraufstandes nach Ostasien detachiert worden war, fuhren bei ihrer Rückkehr 1901 die inzwischen neu zur Flotte gekommenen Einheiten der Kaiser-Friedrich-Klasse nach Spanien, um den heimkehrenden Schiffen entgegenzulaufen. Zeitgleich unternahmen die alten Panzerschiffe, seit 1899 als Linienschiffe klassifiziert, eine Nordlandreise, während der die Württemberg vom 25. bis 31. Juli Ulvik besuchte.
Während des Herbstmanövers wurde das Schiff dem II. Geschwader zugeteilt, um anschließend Stammschiff der II. Reservedivision zu werden. Neben den üblichen Ausbildungsfahrten wurde die Württemberg 1902 und 1903 zu den Herbstmanövern eingesetzt und nahm im Mai und Juni 1903 an einer Fahrt in norwegische Gewässer teil. Am 29. September desselben Jahres wurde die II. Reservedivision aufgelöst und das Schiff außer Dienst gestellt. Am 2. Januar 1904 der Ostseestation zugeteilt, verblieb es bis 1906 im Reserveverhältnis.

## Dienst als Torpedoschulschiff
Anders als bei ihren Schwesterschiffen war für die Württemberg die aktive Dienstzeit als Kriegsschiff damit jedoch noch nicht beendet. Die bisher als Torpedoschulschiff verwendete Kreuzerfregatte Blücher musste ersetzt werden. Mangels geeigneter modernerer Schiffe griff man auf die nur wenig jüngere Württemberg zurück. Das Schiff wurde für den neuen Einsatzzweck hergerichtet, die Bewaffnung geändert und die frei gewordenen Barbetten der schweren Artillerie zu Wohn- und Unterrichtsräumen umgebaut.
Am 26. September 1906, einen Tag nach der Außerdienststellung der Blücher, trat die Württemberg den Dienst als Torpedoschulschiff an. Nach einigen Erprobungsfahrten wurde das Schiff am 14. Oktober zum Stützpunkt Flensburg-Mürwik verlegt, wo die Torpedostation der Kaiserlichen Marine eingerichtet war. Im April 1907 wurden die ersten Übungen im Verband der Schul- und Versuchsschiffe unternommen.
Neben ihrer Tätigkeit als Torpedoschulschiff wurde die Württemberg 1909 nochmals im Rahmen der Reserveflotte zu den Herbstmanövern herangezogen. Erst am 28. März 1911 erfolgte offiziell ihre Umklassifizierung vom Linienschiff zum Schulschiff. Im Februar 1912 wurde sie für den Eisnotdienst eingesetzt und konnte vier Handelsschiffe bergen.
Im Herbst 1914 sollte die Württemberg außer Dienst gestellt und durch den Großen Kreuzer Fürst Bismarck ersetzt werden. Der Ausbruch des Ersten Weltkrieges machte diese Planung hinfällig. Die Württemberg wurde Flaggschiff des Trosses der Seestreitkräfte, behielt diese Funktion jedoch nur bis in das Frühjahr 1915, da es erforderlich wurde, den Schulbetrieb wieder aufzunehmen. Entsprechend wurde das Schiff bis zu seiner Außerdienststellung am 1. Februar 1919 wieder als Torpedoschulschiff verwendet.

## Verbleib
Nach ihrer Außerdienststellung wurde die Württemberg als Wohnschiff sowie Mutter- und Werkstattschiff für Minenräumverbände hergerichtet und für die 6. Ostsee-Minensuchhalbflottille eingesetzt. Diese Verwendung endete am 10. November 1919.
Am 20. Oktober 1920 wurde die Württemberg aus der Liste der Kriegsschiffe gestrichen, an die Hattinger Hüttenwerke verkauft und anschließend in Wilhelmshaven abgewrackt.
Als Ersatz für das Panzerschiff wurde das 1908 vom Stapel gelaufene Großlinienschiff Rheinland gebaut.

## Kommandanten
| 9. bis 16. Mai 1881                       | Korvettenkapitän Becks                              |
| 22. April bis 30. September 1884          | Kapitän zur See Hans von Koester                    |
| 30. Juli bis 29. September 1886           | Kapitän zur See Friedrich von Hollmann              |
| 28. Mai bis 21. September 1888            | Kapitän zur See Franz von Kyckbusch                 |
| 2. Mai bis 26. September 1890             | Kapitän zur See Alfred von Tirpitz                  |
| 4. August bis 27. September 1892          | Kapitän zur See Alfred Herz                         |
| September bis November 1892               | Kapitänleutnant Erich von der Groeben               |
| 10. November 1892 bis 16. Oktober 1893    | Fregattenkapitän / Kapitän zur See Max von Fischel  |
| Oktober 1893 bis September 1895           | Kapitän zur See Curt von Maltzahn                   |
| 1. Oktober 1895 bis 30. September 1897    | Korvettenkapitän / Kapitän zur See Karl Ascher      |
| Oktober 1897 bis Januar 1898              | Korvettenkapitän Etienne                            |
| Oktober 1899 bis Oktober 1900             | Kapitän zur See Hugo Westphal                       |
| 3. Oktober 1900 bis 20. März 1901         | Kapitän zur See Eduard Holzhauer                    |
| 21. März bis 24. September 1901           | Kapitän zur See Carl Friedrich                      |
| 24. September 1901 bis 27. September 1902 | Fregattenkapitän / Kapitän zur See Otto Hoepner     |
| Oktober 1902 bis 29. September 1903       | Fregattenkapitän / Kapitän zur See Carl Schönfelder |
| 26. September 1906 bis Oktober 1907       | Kapitän zur See Fritz Sommerwerck                   |
| Oktober 1907 bis September 1909           | Kapitän zur See Johannes Nickel                     |
| 30. September 1909 bis 30. September 1912 | Kapitän zur See Felix Funke                         |
| Oktober 1912 bis August 1914              | Kapitän zur See Georg von Ammon                     |
| August 1914 bis April 1915                | Fregattenkapitän Reinhold Schmidt                   |
| April 1915 bis Februar 1917               | Kapitän zur See Wilhelm Adelung                     |
| Februar 1917 bis Januar 1918              | Fregattenkapitän Bruno Heuberer                     |
| 13. Januar bis 9. Februar 1918            | Kapitän zur See Rudolf Bartels                      |
| Februar bis November 1918                 | Fregattenkapitän / Kapitän zur See Erwin Herzbruch  |
| November bis Dezember 1918                | unbesetzt                                           |
| Dezember 1918 bis 1. Februar 1919         | Kapitänleutnant Justus Schatteburg                  |
| 3. April bis 10. November 1919            | unbekannt                                           |

## Bekannte Besatzungsangehörige
- Hellmuth Heye (1895–1970), war von 1961 bis 1964 zweiter Wehrbeauftragter des Deutschen Bundestages
- Franz Wieting (1876–1966), 18. März 1913 bis 5. August 1914 Erster Offizier (IO)